# Передні Бокаші
Передні Бокаші́ (рос. Передние Бокаши, чув. Малти Пукаш) — присілок у складі Маріїнсько-Посадського району Чувашії, Росія. Входить до складу Октябрського сільського поселення.
Населення — 207 осіб (2010; 221 у 2002).
Національний склад:
- чуваші — 98 %